# 1893년 만국 박람회

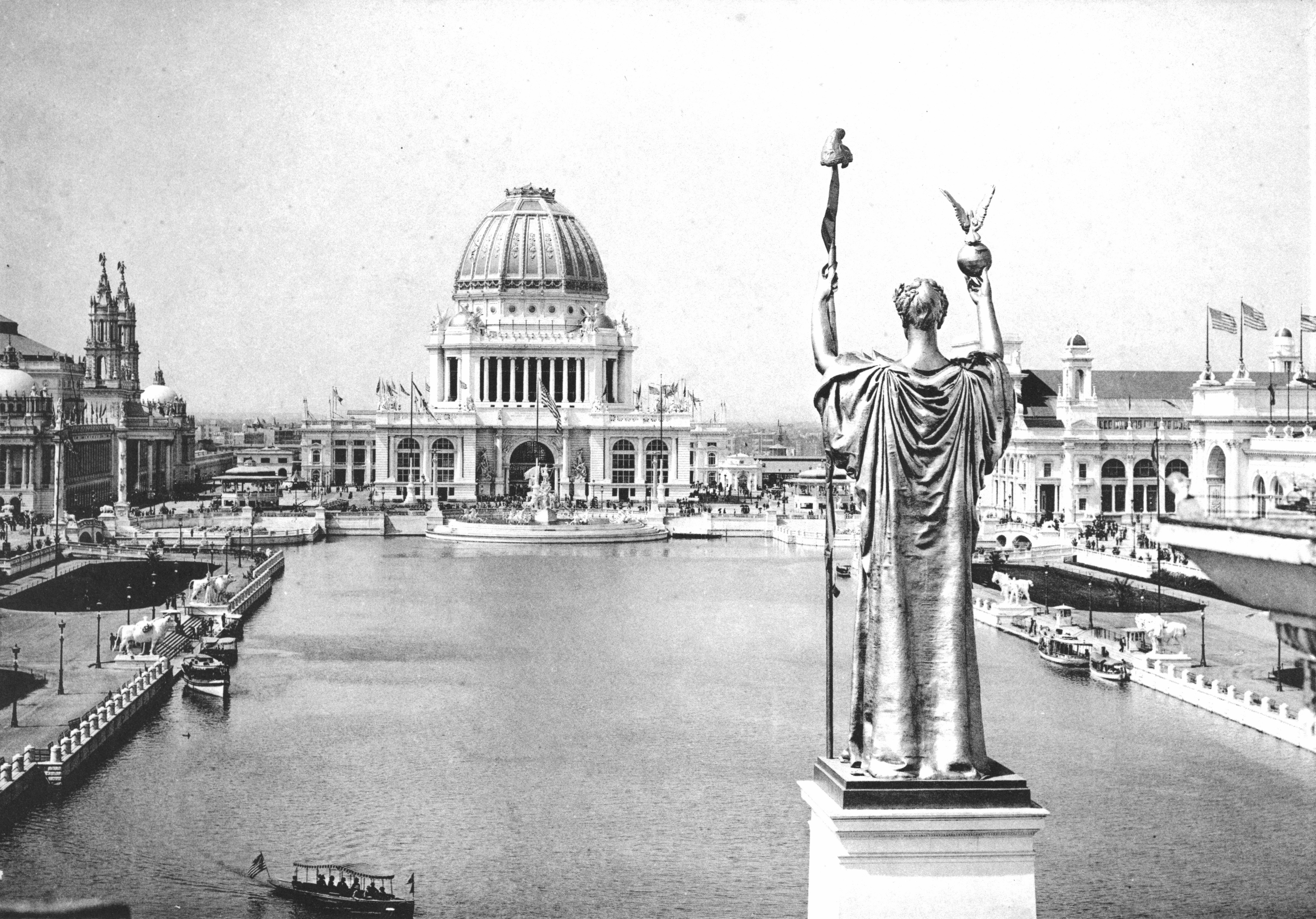
1893년 만국 박람회장

1893년 만국 박람회 또는 세계 컬럼비아 박람회(영어: World's Columbian Exposition)는 1492년에 일어난 크리스토퍼 콜럼버스의 아메리카 대륙 발견 400주년을 기념하기 위하여 1893년 5월 1일부터 10월 30일까지 미국 시카고에서 열린 세계 박람회이다.
박람회 역사상 최초로 국가관이 들어섰고 47개국이 참가했으며 조선이 처음으로 참가한 세계 박람회다.

## 기획과 조직
시카고의 만국 박람회 유치 계획은 미국에서 급속한 산업 성장, 이민자들의 유입, 계급 동요 현상이 일어났던 도금 시대인 1890년대 초반에 계획되었다. 영국 런던에서 개최된 1851년 만국 박람회를 비롯한 역대 세계 박람회는 유럽에서 계급을 따라 분열된 사회를 한데 모으는 방법으로서 성공적이었다는 평가를 받았다.
미국은 1876년에 필라델피아에서 미국 최초의 만국 박람회를 개최했다. 미국 독립선언 100주년을 기념하기 위하여 열린 이 박람회는 관람객들을 끌어올리기는 했으나 재정적인 실패를 기록했다. 그럼에도 불구하고 미국에서는 1880년대 후반에 크리스토퍼 콜럼버스의 아메리카 대륙 발견 400주년을 기념하는 만국 박람회를 개최하자는 제안이 등장했다. 유치 경쟁에 나섰던 시카고, 뉴욕, 워싱턴 D.C., 세인트루이스의 시민 지도자들은 이윤을 창출하고 부동산 가치를 높이는 한편 도시를 홍보하기 위한 박람회를 개최하는 데에 관심을 표명했다. 시카고는 1890년 2월 24일에 미국 하원에서 진행된 8차 투표에서 뉴욕을 157 대 107로 누르고 세계 박람회 개최권을 획득했다.
1893년 시카고 만국 박람회 조직위원회는 잭슨 공원(Jackson Park)과 그 주변 지역을 박람회장으로 결정했다. 대니얼 H. 버넘(Daniel H. Burnham)이 작품 담당자로 선정되었고 조지 R. 데이비스(George R. Davis)가 이사장으로 선정되었다. 버넘은 박람회장의 중심지로서 건축과 조각을 강조했는데 건물과 경관을 설계하기 위해 프레더릭 로 옴스테드를 비롯한 시대 최고의 인재를 모았다. 임시 건물은 화려한 신고전주의 양식으로 설계된 하얀색 건물이었기 때문에 박람회장은 "화이트시티"(White City)라고 부르게 되었다.
1893년 시카고 만국 박람회 조직위원회는 시카고 애덤스가(Adams Street)에서 세계 최초로 설립된 철골 고층 건물인 랜드 맥널리 빌딩(Rand McNally Building) 위층에 사무실을 차렸다. 데이비스 팀은 스미스소니언 협회에 소속되어 있던 G. 브라운 구드(G. Brown Goede)의 도움을 통해 전시품들을 기획했다. 또한 프랑스 파리에서 열린 1889년 만국 박람회에서 영감을 얻어 민족학적인 "마을"을 기획했다.
시민권 지도자들은 아프리카계 미국인들이 전시회 참여를 거부당한 것에 항의했다. 특히 프레더릭 더글러스를 비롯한 흑인 인권 운동가들은 《유색 미국인이 세계 컬럼비아 박람회에 없는 이유 - 아프리카계 미국인들의 컬럼비아 문학 공헌》이라는 팸플릿을 공동 저술했다. 또한 조각가 에드모니아 루이스(Edmonia Lewis)의 조각 전시회, 과학자 조지 워싱턴 카버의 그림 전시회, 조앤 이머전 하워드(Joan Imogen Howard)의 통계 전시회와 같이 흑인 개인이 전시하고 박람회의 백인 주최자들이 승인한 여러 전시회들이 포함되었다. 또한 낸시 그린(Nancy Green)이 R. T. 데이비스 제분 회사(R. T. Davis Milling Company)에서 생산한 앤트 제미마(Aunt Jemima)라는 캐릭터를 묘사한 것과 같은 백인들의 전시물에 흑인들을 포함시켰다.

## 박람회장
박람회장은 시카고 사우스쇼어(South Shore), 잭슨파크하일랜드(Jackson Park Highlands), 하이드파크(Hyde Park), 우드론(Woodlawn) 인근 전체 면적 2.8km2에 걸쳐 있는 잭슨 공원(Jackson Park)과 미드웨이 유원지(Midway Plaisance)에 위치하고 있었는데 주로 신고전주의 건축, 운하와 석호, 46개국의 사람들과 문화를 가진 거의 200개에 달하는 새로운 건물(의도적으로 임시적인 건물이었음)을 특징으로 한다. 박람회장의 중심 축은 크리스토퍼 콜럼버스의 신대륙 항해를 주제로 한 큰 물웅덩이였다.
찰스 H. 왜커(Charles H. Wacker)는 박람회장 담당자를 역임했다. 박람회장의 배치는 프레더릭 로 옴스테드가 설계했고 보자르 건축 양식을 띤 건축물들은 박람회 작품 담당자였던 대니얼 H. 버넘이 설계했다. 시카고의 유명한 건축가였던 헨리 아이브 콥(Henry Ives Cobb)은 이 전시회를 위해 몇 개의 건물을 설계했다. 로마 미국 학회(American Academy in Rome)의 국장을 역임했던 프랜시스 데이비스 밀릿(Francis Davis Millet)은 벽화 장식을 담당했다. 이는 "미국 르네상스"(American Renaissance)의 예술과 건축에 있어서 성인이 되었다는 것을 의미했고 새롭게 떠오르는 신고전주의와 보자르 양식을 보여주었다.
박람회장의 웅장한 규모는 역대 세계 박람회장을 훨씬 능가했는데 영국 런던에서 열린 1851년 만국 박람회가 빅토리아 시대의 상징으로 여겨진 것과 마찬가지로 1893년 시카고 만국 박람회는 미국 예외주의의 상징으로 여겨졌다. 박람회 헌정식은 1892년 10월 21일에 열렸지만 박람회장은 1893년 5월 1일에 개막할 때까지 대중에게 공개되지 않았다.

## 진행
1893년 5월 1일부터 10월 30일까지 진행된 시카고 만국 박람회에는 총 46개국이 참가했다. 특히 만국 박람회 역사상 최초로 나라별 전시관이 건립되었고 나라별 대표단을 지명했다. 예를 들어 아이티는 프레더릭 더글러스를 대표로 임명했다. 조선에서는 이조 참의를 역임했던 정경원(鄭敬源)이 대표단장을 맡았으며 제조와 교양관에 6~7칸 규모의 한옥 양식을 띤 전시관을 마련하고 전시품을 출품했다. 원래 이 박람회는 일요일에 문을 닫기로 되어 있었다. 하지만 시카고 여성 클럽에서는 박람회장을 계속 열어 달라고 청원했는데 일요일에 박람회장이 문을 닫으면 주중에 퇴근할 수 없는 사람들은 관람이 제한될 것이라고 지적했다.
1893년 시카고 만국 박람회는 6개월 동안에 걸쳐 27,000,000명 이상에 달하는 관광객들을 모았다. 시카고의 날로 지정된 1893년 10월 9일에는 751,026명에 달하는 관광객을 끌어모으면서 야외 행사 관람객 수에서 세계 기록을 수립했다. 하지만 1893년 10월 28일에 카터 해리슨 시니어(Carter Harrison, Sr.) 시카고 시장이 아일랜드 출신의 신문 판매업자였던 패트릭 유진 프렌더개스트(Patrick Eugene Prendergast)가 쏜 총에 맞아 암살당하는 사건이 일어났다. 이에 따라 시카고 시청은 1893년 10월 30일에 예정되어 있던 폐막식을 취소하고 해리슨 시장의 장례식을 거행했다.
1893년 시카고 만국 박람회는 유럽인들이 신대륙을 발견한 지 400주년을 기념하는 행사였을 뿐만 아니라 시카고가 1871년에 시카고의 대부분을 파괴했던 시카고 대화재의 잿더미에서 벗어났음을 세계에 보여주는 역할도 했다. 또한 미국에서 영향력 있는 사회, 문화 행사로 여겨졌으며 건축, 위생, 예술, 시카고의 대표적인 이미지, 미국의 산업 낙천주의 등에 지대한 영향을 끼쳤다. 1893년 시카고 만국 박람회의 부채는 1,500,000 미국 달러(2019년 기준으로 42,700,000 미국 달러)에 달했는데 나중에 수표로 갚았다. 시카고는 시를 상징하는 기에 1893년 만국 박람회를 기념하는 별을 추가했다.

## 볼거리

### 놀이 기구와 공연
1893년 시카고 만국 박람회는 세계 박람회 역사상 최초로 전시장과 엄격히 구분된 놀이 공간이 마련된 박람회였다. 놀이 공간은 음악 기획 담당자였던 솔 블룸(Sol Bloom)이 개발한 미드웨이 유원지에 집중되어 있었는데 솔 블룸은 미국 영어에 '미드웨이'(midway)라는 용어를 도입해 사이드쇼가 있는 카니발이나 박람회장을 묘사했다. 카니발에는 놀이 기구가 포함되어 있었는데 그 중에서도 조지 워싱턴 게일 페리스 주니어(George Washington Gale Ferris Jr.)가 설계한 대관람차인 시카고 휠(Chicago Wheel)이 유명했다. 시카고 휠은 높이가 80m에 달했고 36대의 차량을 갖고 있었으며 각각 40명을 수용할 수 있었다.
1893년 시카코 만국 박람회장에는 크리스토퍼 콜럼버스의 신대륙 항해 과정에서 사용했던 니냐 호(Niña), 핀타 호(Pinta), 산타 마리아 호(Santa María)를 실물 크기로 재현한 범선이 전시되었는데 이는 콜럼버스의 아메리카 대륙 발견 400주년을 기념하기 위하여 제작되었다. 스페인과 미국 양국 정부가 공동 진행한 이 프로젝트는 스페인에서 건조되었고 박람회를 위해 미국으로 옮겨졌다. 이들 범선은 박람회장에서 매우 인기가 높은 전시품으로 여겨졌다.
영국 사진가 에드워드 마이브리지는 1893년 시카코 만국 박람회장을 방문하여 주프락시스코프(Zoopraxiscope)를 통해 자신이 촬영한 움직이는 사진들(영화)을 대중들에게 보여주었다. 또한 미드웨이 유원지에 건립된 최초의 상업 영화관인 주프락소그래피컬 홀(Zoopraxographical Hall)에서 동물의 움직임에 대한 강의를 진행하기도 했다. 그 외에 독일의 공학자인 오토마어 안쉬츠(Ottomar Anschütz)가 발명한 영사기인 전기 슈넬제어(Elektrischer Schnellseher)가 시연되기도 했는데 움직이는 이미지를 투영하기 위해 가이슬러 튜브를 사용한 것이 특징이다.
1893년 시카고 만국 박람회장에는 리틀 이집트(Little Egypt)라고 불리는 무용가들이 있었는데 이들은 미국에서 후치쿠치(Hoochie coochie)라고 알려져 있던 선정적인 벨리댄스 공연을 선보였다. 특히 솔 블룸은 춤출 음악이 없던 무용가들을 위해 《카이로의 거리》(The Streets of Cairo)를 즉흥적으로 작곡하기도 했다. 블룸은 이 노래에 저작권을 부여하지 않고 퍼블릭 도메인으로 결정했다.
1893년 시카고 만국 박람회장에는 건축가 조지프 라이언 실즈비(Joseph Lyman Silsbee)가 설계한 최초의 무빙워크, 평면 에스컬레이터가 설치되었다. 무빙워크와 평면 에스컬레이터는 2종류로 나뉘었는데 하나는 승객들이 앉아 있는 곳이었고 다른 하나는 승객들이 서 있거나 걸을 수 있는 곳이었다. 무빙워크와 평면 에스컬레이터는 호반 부두를 따라 카지노까지 순환했다.
미국의 사냥꾼인 버펄로 빌은 박람회장 관람을 거절했지만 시카고를 방문했고 박람회장 가장자리 바깥쪽에서 버펄로 빌의 와일드 웨스트 쇼(Buffalo Bill's Wild West Show)를 진행했다. 또한 역사학자 프레드릭 잭슨 터너는 버펄로 빌이 대표했던 국경의 끝을 되돌아보는 학술 강연을 진행했다.
박람회의 다른 볼거리들 가운데에는 오늘날 잘 알려진 여러 제품들이 소개되었다. 이 제품들에는 주시 프루트 껌(Juicy Fruit Gum), 크림 오브 휘트(Cream of Wheat), 팹스트 블루 리본 맥주(Pabst Blue Ribbon beer) 등이 포함되어 있었다.

### 건축물
미국의 예술가인 루이스 컴포트 티퍼니(Louis Comfort Tiffany)는 1893년 만국 박람회를 위해 건립된 예배당으로 명성을 떨쳤다. 티퍼니 예배당(Tiffany Chapel)은 여러 차례 매각되었고 심지어 티퍼니의 사유지가 되기도 했다. 이 건물은 1999년에 미국 플로리다주에 건립된 찰스 호스머 미국 미술관(Charles Hosmer Morse Museum of American Art)에 재건되었다. 미국의 건축가인 커틀랜드 커터(Kirtland Cutter)가 건립한 통나무 건축물인 아이다호 빌딩(Idaho Building)은 약 1,800만 명에 달하는 관람객들이 방문했던 인기 있는 건축물이었다. 특히 건축물의 디자인과 내부 가구들은 아츠 앤 크래프츠 운동의 선구적인 역할을 했다.

### 철도
박람회장에는 1831년에 영국에서 제작된 미국의 증기 기관차인 존 불 호(John Bull)가 전시되었는데 스미스소니언 협회가 최초로 증기 기관차를 인수했다. 이 기관차는 워싱턴 D.C.에서 시카고까지 자체 전력으로 달려가면서 전시되었고 박람회 폐막 이후에는 다시 자체 전력으로 달려가면서 워싱턴 D.C.로 돌아오게 되었다. 또한 볼드윈 로코모티브 워크스(Baldwin Locomotive Works)가 제작한 2-4-2 기관차(나중에 컬럼비아 호(Columbia)로 명명됨)로 전시되었다.
1893년 만국 박람회에서는 철도가 주요 교통 수단이었는데 박람회장 남서쪽에는 26개의 선로 기차역에 설치되었다. 미국 각지에서 출발한 열차가 박람회장에서 하역하는 동안에 시카고 그랜드 센트럴역(Chicago Grand Central)에서 박람회장까지 관광객들을 수송하기 위한 지역 열차가 운행되었다.

### 무기
독일의 무기 제조 기업인 크루프(Krupp)는 100만 미국 달러의 비용이 투입된 것으로 추정되는 무기 전시관을 갖고 있었는데 여기에는 지름이 33cm에 달하는 42구경 해안포가 포함되어 있었다. 이 해안포는 포탄을 뒤에서 장전하는 방식으로 설계되었고 122.4 미터톤을 장착할 수 있었다. 크루프는 홍보 자료에서 "무게가 2,200파운드 ~ 2,500파운드(997.9kg ~ 1133.9kg)에 달하는 발사체를 갖고 있었는데 900파운드(408.2kg)에 달하는 갈색 화약에 의해 구동되었을 때에 직각으로 배치하면 두께가 3피트(91.4cm)인 연철판을 2,200야드(2,011.7km) 떨어진 곳에서 관통할 수 있다."고 주장했다. 미국 남북 전쟁 참전 군인인 존 스코필드(John Schofield)는 크루프의 무기를 "세계에서 가장 위대한 평화주의자"라고 평가했는데 이 해안포는 나중에 크루프의 제1차 세계 대전의 전조로 여겨졌다.

### 세계 종교 회의, 원예 전시회
1893년 만국 박람회를 맞아 1893년 9월 11일부터 9월 27일까지 시카고에서 열린 세계 종교 회의(Parliament of the World's Religions)는 세계 최초로 동서양의 정신적 전통을 대표하는 공식 모임이 되었다. 박람회장 호티컬처럴 홀(Horticultural Hall)에서 열린 원예 전시회에서는 선인장, 난초 뿐만 아니라 온실의 다른 식물들도 전시되었다.

## 같이 보기
- 헨리 하워드 홈스